# 파르네세 컬렉션

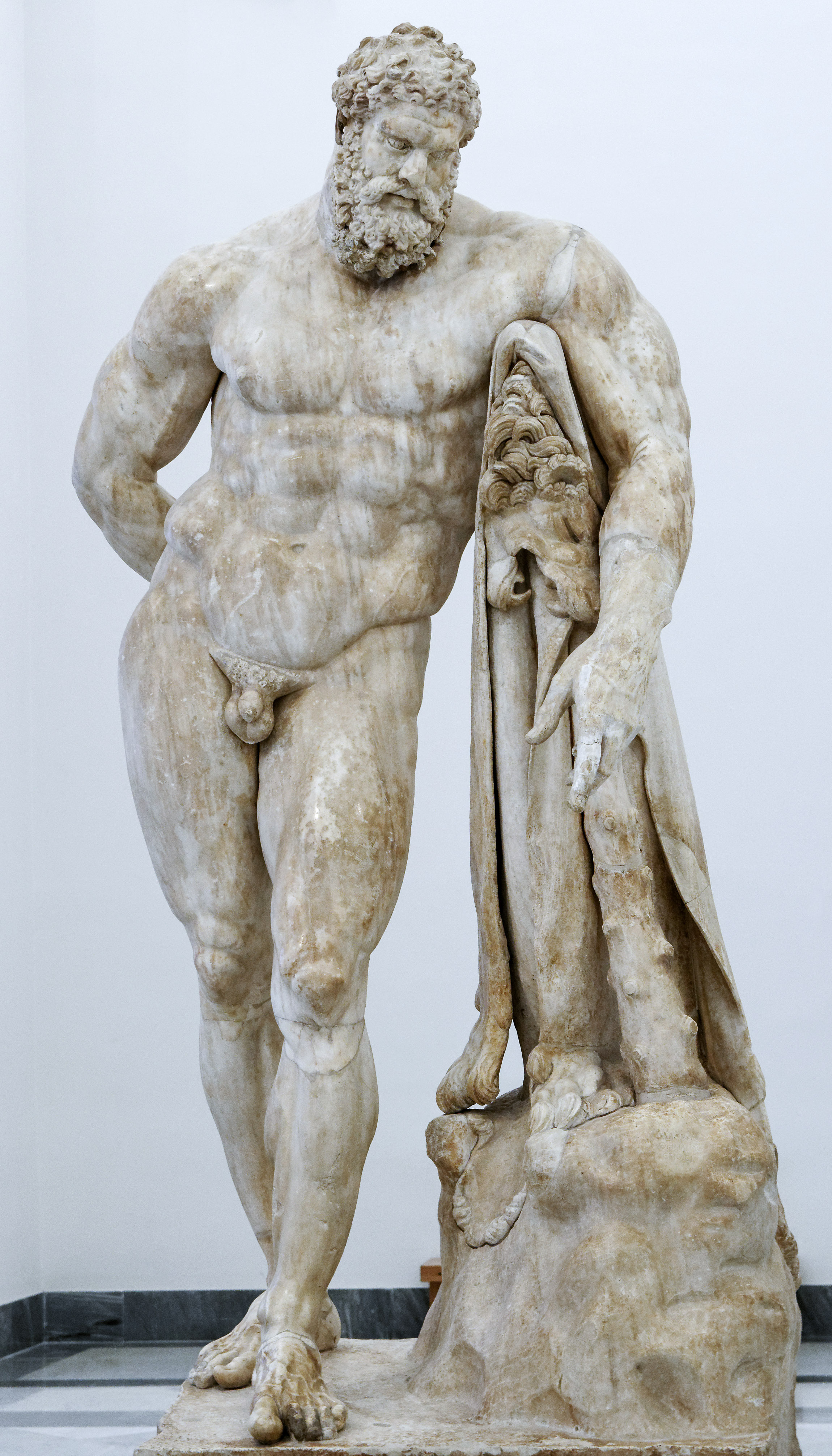
나폴리 국립 고고학 박물관의 파르네세 헤라클레스

파르네세 컬렉션은 그리스 로마 시대의 예술품들로 이뤄진 최초의 컬렉션 중 하나이다. 고대 그리스 로마 시대의 명작 조각품들로 이루어져 있으며, 그 중에는 파르네세 가문의 조각상 컬렉션인 파르네세 대리석도 일부 속해 있는데, 파르네세 헤라클레스, 파르네세 컵, 파르네세 수소, 파르네세 아틀라스 등이 대표작이다. 파르네세 컬렉션의 조각상들은 현재 이탈리아의 나폴리 국립 고고학 박물관에서 전시 중이며, 일부는 런던의 대영박물관에 소장되어 있다.

## 역사

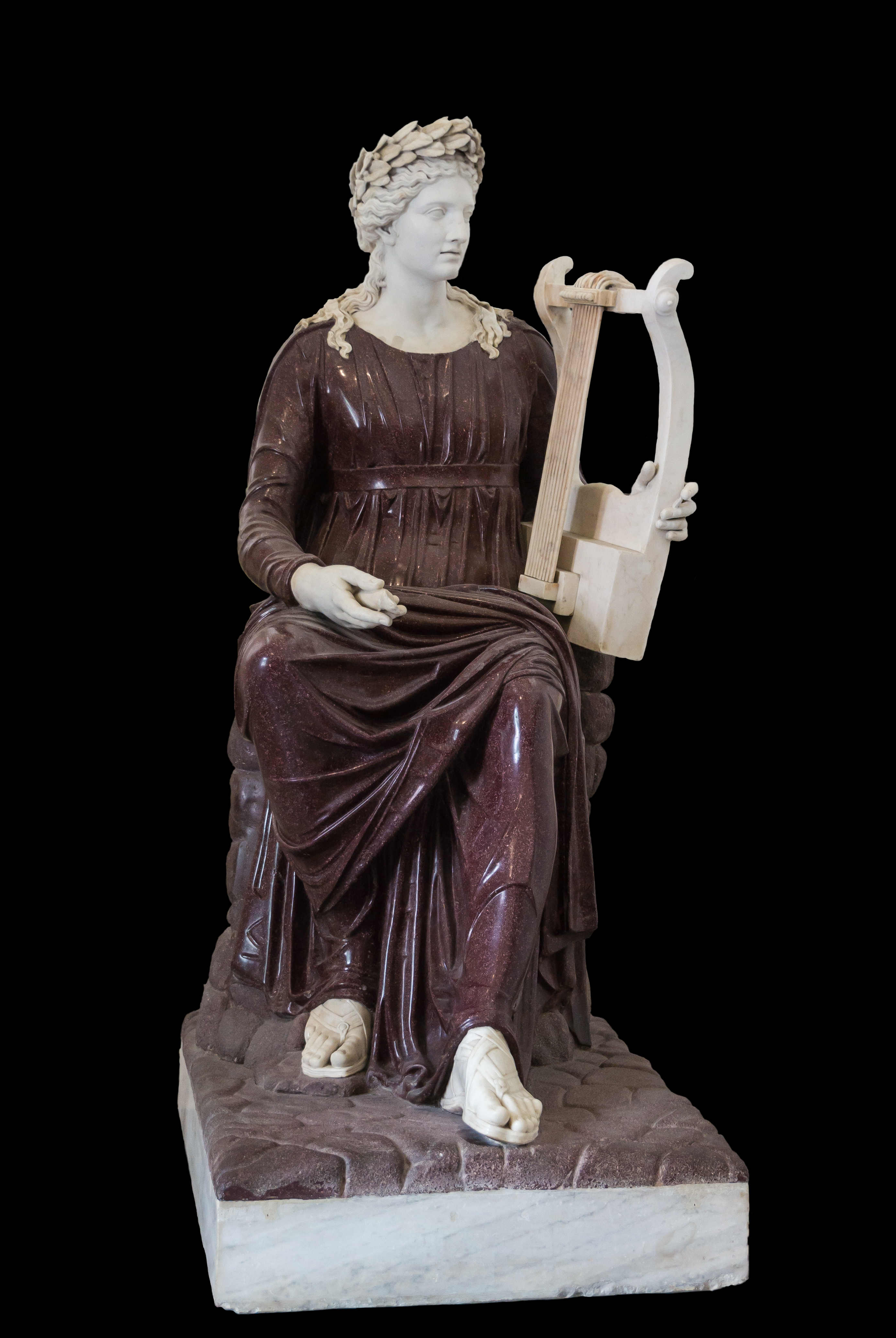
리라를 든 채 앉은 아폴론. 서기 2세기 반암과 대리석으로 제작. 나폴리 국립 고고학 박물관의 파르네세 컬렉션

파르네세 컬렉션은 후대 교황 바오로 3세가 되는 추기경 알레산드로 파르네세(1534년–1549년)이 구입하거나 입수한 것들이다. 로마 지역에서는 고전 미술품이 주기적으로 발굴되었고, 이탈리아 르네상스 시기에는 큰 선망의 대상이 되어 로마의 상당수 유력 가문들이 가보로 삼았다. 알레산드로는 사시(Sassi) 및 베르나르디노 파비오 컬렉션을 사들였고, 콜론나 컬렉션을 몰수했으며, 추기경 페데리코 체시 컬렉션을 기부 형식으로 받았다. 그 외는 골동품 시장에서 사들였으며, 이 가운데는 도시 전역에서 이루어진 발굴 및 건축 과정에서 출토된 것들도 있었다.  미켈란젤로는 로마의 거대한 파르네세 궁전에 조각상 전시를 위한 벽감들을 설계했다 (1546년).
파르네세 헤라클레스, 파르네세 수소, 플로라, 검투사, 아테나를 비롯한 파르네세 컬렉션의 가장 유명한 작품들의 다수는 카라칼라 욕장에서 발견된 것들이다.
파르네세 컬렉션은 교황의 조카 또다른 알레산드로 추기경이 델 부팔로 (Del Bufalo) 및 체사리니 컬렉션을 매입하면서 더욱 증대되었다. 또한 알레산드로 데 메디치의 첫 번째 부인이자 오타비오 파르네세의 미망인이었던 파르마의 마르게리타가 1587년에 남긴 유산이 포함되어 있기도 하다. 또한 그녀는 파르네세 컵을 포함하여 과거 로렌초 데 메디치 소유였던 유명한 인탈리오 (음각 보석) 컬렉션과 페르가몬의 조각상등 중요한 대리석 조각상 등을 소장하고 있었다.
파르네세 가문의 신뢰를 받는 수집가이자 고미술품 전문가 풀비오 오르시니가 사망할 때까지 다른 물품들을 매입하는 데 있어서도 도왔고, 보석, 주화, 흉상 등으로 이뤄진 본인의 컬렉션을 오도아르도 파르네세에게 남겼다. 이 컬렉션에는 헤라클레스 조각상 두 개, 플로라 조각상 두 개 등이 있었으며, 검투사 조각상 두 개는 파르네세 궁전의 마당 아치형 출입구 아래에 배치되었고, 파르네세 수소는 두 번째 마당에 놓였다.

## 전시
파르네세 궁전 내부에는 고대 조각상들이 주제별로 배치되어 있었다. 그란 살로네(Gran Salone), 살라 델리 임페라토리(Sala degli Imperatori), 살라 데이 필로소피(Sala dei Filosofi), 갈레리아 데이 카라치Galleria dei Carracci) 등에는 귀중한 대리석 작품들이 있었다. '신들의 사랑'을 묘사한 안니발레 카라치의 천장화는 단순히 한 결혼을 기념하기 위해 그려진 것이 아니라, 그 아래 벽감에 배치된 조각상들에 대한 해석적 논평의 성격도 지니고 있었다.

## 나폴리로 이전

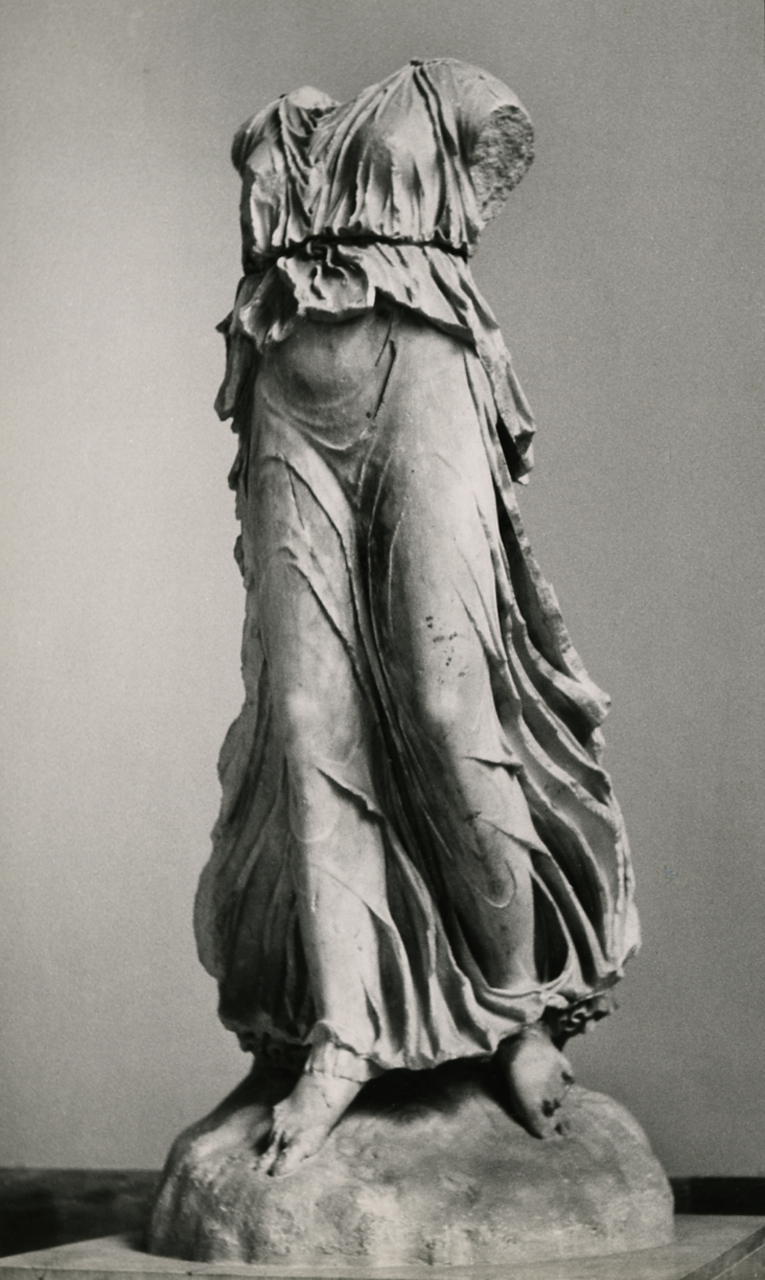
나폴리 국립 고고학 박물관에 소장품 '니케' (2-3세기작). 1969년 파올로 몬티 촬영

파르마 공작 자리까지 올랐던 파르네세 가문은 파르마의 안토니오 파르네세가 사망함으로써 최후의 남계 후손을 상실하고 말았고, 이에 따라 컬렉션은 스페인의 펠리페 5세와 혼인했던 엘리사베타 파르네세를 거쳐 1734년에 나폴리 및 시칠리아의 국왕이 된 이들의 아들 부르봉가의 카를로스에게 전해졌다. 이를 물려받은 그는 파르네세 컬렉션을 나폴리로 옮기기로 결정했다. 그의 아들 나폴리의 페르디난도 4세는 교황령의 격렬한 반대에 불구하고, 1787년에 로마의 컬렉션을 나폴리로 가져왔다. 대리석상의 다수가 카를로 알바치니(1735년–1813년)를 통해 복원이 이뤄졌다.
파르네세 컬렉션의 고전 조각상들은 여전히 나폴리 국립 고고학 박물관에서 전시되고 있다. 다른 한편 회화의 대다수는 마찬가지로 나폴리에 있는 카포디몬테 미술관로 옮겨졌고, 컬렉션의 다른 물품 일부는 피아첸차의 파르네세궁 및 콜레조 알베로니, 파르마 국립 미술관, 대영박물관으로 옮겨졌다.

## 주요 조각품

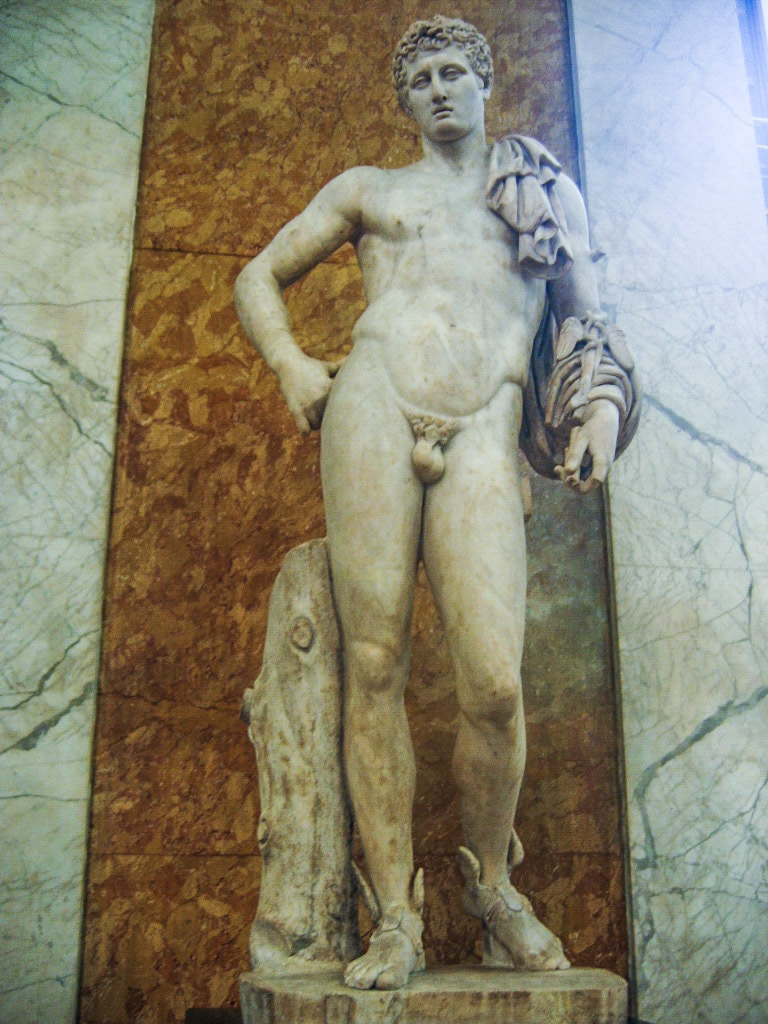
대영박물관의 파르네세 헤르메스

파르네세 컬렉션에는 고대 그리스 조각상의 복제품이 다수 존재하며, 고대 로마 시대의 조각을 폭넓게 아우르고 있다. 대표작은 다음과 같다.

### 나폴리 국립 고고학 박물관
- 파르네세 헤라클레스
- 파르네세 컵
- 파르네세 수소
- 파르네세 아르테미스
- 파르네세 플로라
- 파르네세 검투사
- 베누스 칼리피고스
- 파르네세 아틀라스
- 파르네세 아테나

### 대영 박물관
- 파르네세 헤르메스
- 파르네세 디아두메노스

## 같이 보기
- 타운리 컬렉션